# Critics’ Choice Movie Award/Bestes Szenenbild
Seit dem Jahr 2010 wird durch die Broadcast Film Critics Association das beste Szenenbild des vergangenen Filmjahres mit dem Critics’ Choice Movie Award geehrt.

## Liste der Gewinner und Nominierten

### 2010er Jahre
| Jahr            | Gewinner und Nominierte                                    | Film                                                      |
| --------------- | ---------------------------------------------------------- | --------------------------------------------------------- |
| 2010            | Rick Carter und Robert Stromberg                           | Avatar – Aufbruch nach Pandora                            |
| 2010            | Dan Bishop                                                 | A Single Man                                              |
| 2010            | John Myhre und Gordon Sim                                  | Nine                                                      |
| 2010            | George DeTitta Jr. und Naomi Shohan                        | In meinem Himmel                                          |
| 2010            | David Wasco und Sandy Reynolds Wasco                       | Inglourious Basterds                                      |
| 2011            | Guy Hendrix Dyas                                           | Inception                                                 |
| 2011            | Stefan Dechant                                             | Alice im Wunderland                                       |
| 2011            | Thérèse DePrez und Tora Peterson                           | Black Swan                                                |
| 2011            | Netty Chapman                                              | The King’s Speech                                         |
| 2011            | Jess Gonchor und Nancy Haigh                               | True Grit                                                 |
| 2012            | Dante Ferretti und Francesca Lo Schiavo                    | Hugo Cabret                                               |
| 2012            | Laurence Bennett und Gregory S. Hooper                     | The Artist                                                |
| 2012            | Stuart Craig und Stephanie McMillan                        | Harry Potter und die Heiligtümer des Todes: Teil 2        |
| 2012            | Jack Fisk und David Crank                                  | The Tree of Life                                          |
| 2012            | Rick Carter und Lee Sandales                               | Gefährten                                                 |
| 2013            | Sarah Greenwood und Katie Spencer                          | Anna Karenina                                             |
| 2013            | Dan Hennah, Ra Vincent und Simon Bright                    | Der Hobbit – Eine unerwartete Reise                       |
| 2013            | Eve Stewart und Anna Lynch-Robinson                        | Les Miserables                                            |
| 2013            | David Gropman und Anna Pinnock                             | Life of Pi: Schiffbruch mit Tiger                         |
| 2013            | Rick Carter und Jim Erickson                               | Lincoln                                                   |
| 2014            | Catherine Martin und Beverley Dunn                         | Der große Gatsby                                          |
| 2014            | K. K. Barrett und Gene Serdena                             | Her                                                       |
| 2014            | Dan Hennah und Ra Vincent                                  | Der Hobbit: Smaugs Einöde                                 |
| 2014            | Andy Nicholson und Rosie Goodwin                           | Gravity                                                   |
| 2014            | Adam Stockhausen und Alice Baker                           | 12 Years a Slave                                          |
| 2015            | Adam Stockhausen und Anna Pinnock                          | Grand Budapest Hotel                                      |
| 2015            | Kevin Thompson und George DeTitta Jr.                      | Birdman oder (Die unverhoffte Macht der Ahnungslosigkeit) |
| 2015            | David Crank und Amy Wells                                  | Inherent Vice – Natürliche Mängel                         |
| 2015            | Nathan Crowley und Gary Fettis                             | Interstellar                                              |
| 2015            | Dennis Gassner und Anna Pinnock                            | Into the Woods                                            |
| 2015            | Ondrej Nekvasil und Beatrice Brentnerova                   | Snowpiercer                                               |
| 2016 (Januar)   | Colin Gibson                                               | Mad Max: Fury Road                                        |
| 2016 (Januar)   | Adam Stockhausen und Rena DeAngelo                         | Bridge of Spies – Der Unterhändler                        |
| 2016 (Januar)   | François Séguin, Jennifer Oman und Louise Tremblay         | Brooklyn – Eine Liebe zwischen zwei Welten                |
| 2016 (Januar)   | Judy Becker und Heather Loeffler                           | Carol                                                     |
| 2016 (Januar)   | Eve Stewart und Michael Standish                           | The Danish Girl                                           |
| 2016 (Januar)   | Arthur Max und Celia Bobak                                 | Der Marsianer – Rettet Mark Watney                        |
| 2016 (Dezember) | David Wasco und Sandy Reynolds-Wasco                       | La La Land                                                |
| 2016 (Dezember) | Patrice Vermette, Paul Hotte und André Valade              | Arrival                                                   |
| 2016 (Dezember) | Stuart Craig, James Hambidge und Anna Pinnock              | Phantastische Tierwesen und wo sie zu finden sind         |
| 2016 (Dezember) | Jean Rabasse und Véronique Melery                          | Jackie: Die First Lady                                    |
| 2016 (Dezember) | Jess Gonchor und Nancy Haigh                               | Live by Night                                             |
| 2018            | Paul Denham Austerberry, Shane Vieau und Jeffrey A. Melvin | Shape of Water – Das Flüstern des Wassers                 |
| 2018            | Jim Clay und Rebecca Alleway                               | Mord im Orient Express                                    |
| 2018            | Nathan Crowley und Gary Fettis                             | Dunkirk                                                   |
| 2018            | Dennis Gassner und Alessandra Querzola                     | Blade Runner 2049                                         |
| 2018            | Sarah Greenwood und Katie Spencer                          | Die Schöne und das Biest                                  |
| 2018            | Mark Tildesley und Véronique Melery                        | Der seidene Faden                                         |
| 2019            | Hannah Beachler und Jay Hart                               | Black Panther                                             |
| 2019            | Eugenio Caballero und Bárbara Enríquez                     | Roma                                                      |
| 2019            | Nelson Coates und Andrew Baseman                           | Crazy Rich                                                |
| 2019            | Fiona Crombie und Alice Felton                             | The Favourite – Intrigen und Irrsinn                      |
| 2019            | Nathan Crowley und Kathy Lucas                             | Aufbruch zum Mond                                         |
| 2019            | John Myhre und Gordon Sim                                  | Mary Poppins’ Rückkehr                                    |
| 2020            | Barbara Ling und Nancy Haigh                               | Once Upon a Time in Hollywood                             |
| 2020            | Mark Friedberg und Kris Moran                              | Joker                                                     |
| 2020            | Dennis Gassner und Lee Sandales                            | 1917                                                      |
| 2020            | Jess Gonchor und Claire Kaufman                            | Little Women                                              |
| 2020            | Lee Ha-joon                                                | Parasite                                                  |
| 2020            | Bob Shaw und Regina Graves                                 | The Irishman                                              |
| 2020            | Donal Woods und Gina Cromwell                              | Downton Abbey                                             |